# Note to Self
«Note to Self» (que se podría traducir como «Nota a mi mismo») es el segundo sencillo de From First to Last, de su álbum debut, Dear Diary, My Teen Angst Has a Body Count. La canción no ha estado calificada entre las primeras en ningún ranking, sin embargo, el video ha sido visto más de 5 millones de veces en YouTube. La canción es considerada como la más famosa y exitosa de la banda.
El video tiene lugar en un asilo mental, donde al parecer el tiempo pasa más rápido y más lento de lo normal, cuando podemos ver a un anciano que parece tener miedo. El hombre ve destellos de sí mismo primero como un niño, entonces, como un niño, adolescente, adulto y, finalmente, un anciano nuevamente. Vislumbres de una niña y una mujer joven con la sangre que brota de sus bocas aparecen brevemente, así como fotos del viejo depósito sobre la mesa que él y otro hombre de edad había sido hojeando para un juego de damas. La banda parece ser una ilusión frente a los abuelos de la casa, también se ven los diferentes miembros caminar, mientras que Sonny y Matt cantan a la vez, gritando Come back to me.
En el video lanzado por Epitaph Records, al final del video aparece un anuncio promocional del EP There's No Sympathy For The Dead de la banda de post hardcore Escape The Fate, de dicha discográfica.
En el año 2014, From First to Last colgó en Youtube, una nueva versión de la canción, como parte del décimo aniversario del álbum  Dear Diary, My Teen Angst Has a Body Count, con el vocalista Spencer Sotelo, de la banda Periphery.

## Personal
FFTL
- Sonny Moore - voces, teclados, programación
- Matt Good - voces claras, guitarras
- Travis Richter - voces guturales, guitarras
- Jon Weisberg - voces guturales, bajo
- Derek Bloom - batería, coros

Producción
- Lee Dyes y From First to Last.